# Real Academia de España en Roma

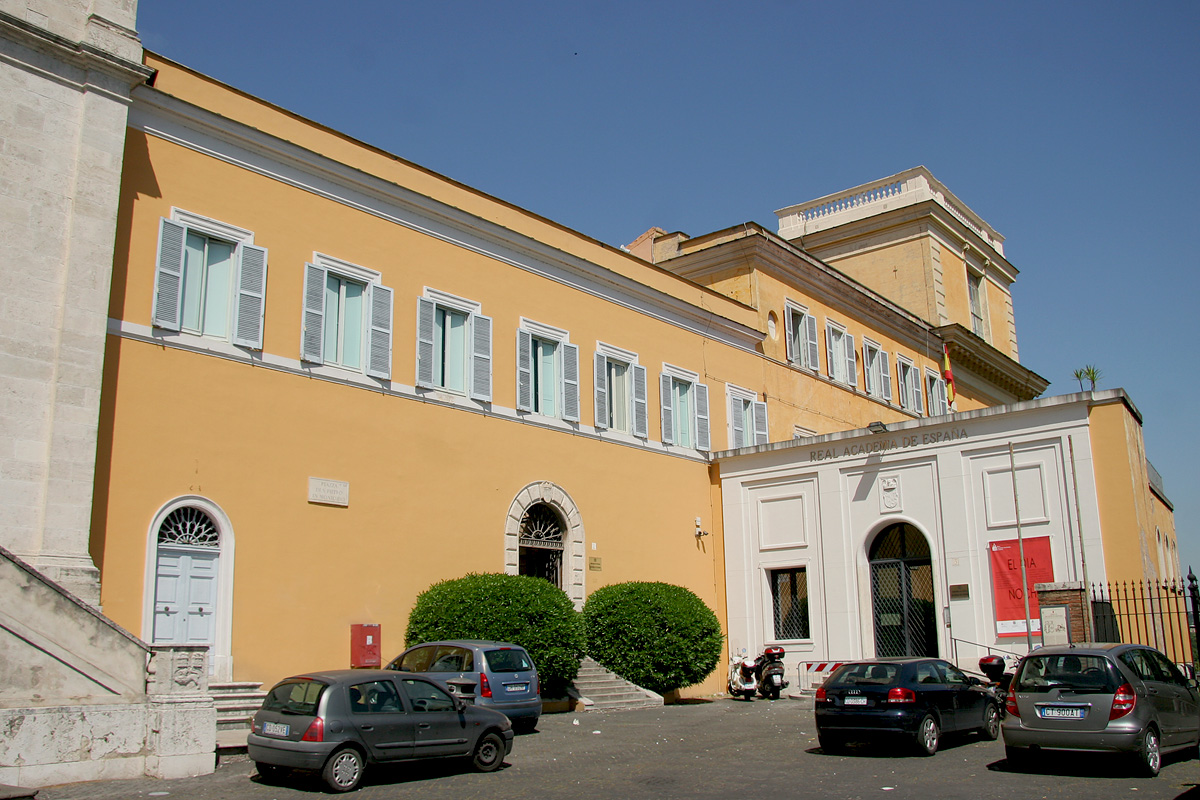
Vista do palácio na Piazza di Montecitorio.

Accademia di Spagna ou Real Academia de España en Roma é um palácio localizado na Piazza di Montecitorio, no rione Trastevere de Roma. Abriga a Academia Española de Bellas Artes de Roma, cujo objetivo é "fomentar a genialidade nacional oferecendo […] a nossos artistas um local de estudos, um local de recolhimento e ensaio, na cidade que será eternamente a metrópole da arte, em Roma." Está ligada à Real Academia de San Fernando de Madrid. 

## História
A Instituição é dependente da Direção-Geral de Relações Culturais e Científicas do Ministério de Assuntos Exteriores da Espanha, também sediada no antigo claustro do antigo mosteiro franciscano de San Pietro in Montorio, cuja construção foi patrocinada pelos Reis Católicos entre 1481 e 1500 no monte Janículo, no famoso bairro do Trastevere. Sem dúvida nenhuma, a obra mais célebre de todo o conjunto monástico é o extraordinário Tempietto di Bramante. Terminadas as obras de readequação do edifício durante o reinado de Afonso XII da Espanha, a academia foi oficialmente inaugurada em 1881 pelo seu primeiro diretor, o pintor José Casado del Alisal. 

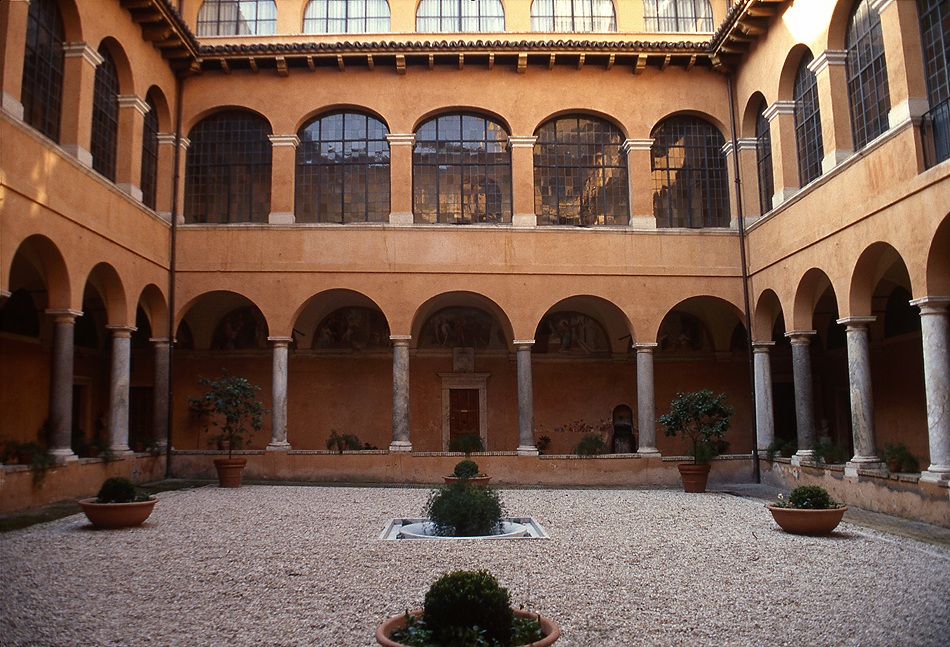
Pátio interno.

Em 1947, depois da Segunda Guerra Mundial, foi iniciada a reconstrução do edifício e uma completa modernização do regulamento e da concessão de bolsas de estudo, interrompidas em 1936, quando só puderam permanecer os moradores que alinhados ao regime franquista. Inicialmente, os bolsistas vinham de disciplinas clássicas, como a pintura ou a escultura, às quais foram sendo acrescentadas outras, como a história da arte, a museologia, restauração de arte, arqueologia, direção e técnica teatral ou cinematográfica. As estadias eram de três anos, sendo que dois deles podiam ser passados fora de Roma, em outras capitais europeias, mas esse total foi reduzido em 1973. Nesta época era comum que os admitidos ou recusados o fossem por conta de suas relações com a diretoria, o que mudou também em 1973, quando se estabeleceu um concurso com base em mérito e um sistema de patrocínio.
As bolsas foram novamente interrompidas entre 1984 e 1987 por causa de uma grande reforma. Desde 2001, podem ser alunos os artistas e estudantes provenientes de países iberoamericanos. Além disto, a academia se abriu para novas disciplinas, como fotografia, criação de vídeo, gastronomia, arte em novas tecnologias, desenho de moda, design gráfico, quadrinhos e mediação artística.